# Bulusan
Bulusan je činná sopka na Filipínách. Nachází se v provincii Sorsogon na jihovýchodě ostrova Luzon, od hlavního města Manily je vzdálena přibližně 250 km.
Bulusan je stratovulkán tvořený dacity a ryolity a je součástí kaldery Irosin, která vznikla před 35 000–40 000 lety. Je vysoký 1565 m a patří mezi ultraprominentní vrcholy. Základna sopky má průměr 15 km. Na vrcholu se nacházejí čtyři krátery s horkými prameny, největší z nich má průměr 300 metrů. 
Pro sopku jsou charakteristické freatické erupce. Její činnost je sledována od roku 1885 a za tu dobu došlo k patnácti erupcím, nejsilnější aktivita byla zaznamenána v letech 1918–1922. V únoru 2011 sopka chrlila kouř a popel do dvoukilometrové výšky a byla nařízena evakuace obyvatel z bezprostředního okolí. K další aktivitě sopky došlo v květnu 2015.
V roce 1934 zde byl vyhlášen národní park sopky Bulusan. Patří k turistickým atrakcím díky Cestě milenců vedoucí okolo jezera.